# Jagnię (herb szlachecki)

Herb

Jagnię – herb szlachecki.

## Opis herbu
W pas, w polu górnym błękitnym - jagnię srebrne ze złotą chorągwią; w dolnym srebrnym - dwa pasy czerwone. Klejnot: trzy pióra strusie.

## Najwcześniejsze wzmianki
Nadany w 1791.

## Herbowni
Langfort